# Salvatore Deidda (fumettista)
Salvatore Deidda (Seui, 2 gennaio 1953 – Genova, 4 marzo 1990) è stato un fumettista italiano.

## Biografia
Da bambino si trasferisce con la famiglia a Genova, dove resterà tutta la vita; da adolescente frequenta lo studio Calegari dove apprese i rudimenti della futura professione e conosce altri autori di fumetti; dopo aver completato il liceo artistico, torna in Sardegna dove per un breve periodo insegna alle scuole primarie. tornato a Milano frequenta l'Accademia di Belle Arti di Brera che abbandona verso la metà degli anni settanta quando inizia a realizzare fumetti e conosce Gianni Bono che gestiva uno studio di produzione editoriale che collabora con alcune case editrici di fumetti come l’Editoriale Dardo.
Esordì come disegnatore collaborando con lo studio Staff di If che contribuì a fondare; realizzò diverse storie a fumetti di guerra per la casa editrice Dardo; pubblicò anche con la casa editrice Cenisio e poi, durante gli anni settanta, lavorò per l'agenzia IPC di Londra. Ccollabora alla fine degli anni 70 con la Edifumetto per la quale realizza  in collaborazione con Carlo Leone e Luciano Milano, alcune storie a fumetti per adulti ed entra anche nello staff di autori della rivista Il Giornalino. Nel 1980 realizzò la serie Stark scritta da Stefano Negrini pubblicata sulla rivista Adamo della Editoriale Corno. Durante gli anni ottanta realizzò diverse storie indipendenti per la rivista Lanciostory e, dal 1987, diverse storie della serie Martin Mystère edita dalla Daim Press.